# Premi e riconoscimenti delle 2NE1
Questa è una lista dei premi e dei riconoscimenti ricevuti dalle 2NE1, gruppo musicale sudcoreano che debuttò nel luglio 2009 sotto la YG Entertainment.

## Asia Song Festival
| Anno | Ricevente | Premio                    | Risultato       |
| ---- | --------- | ------------------------- | --------------- |
| 2009 | 2NE1      | Best Asian Newcomer Award | Vincitore/trice |

## China Music Award
| Anno | Ricevente | Premio                           | Risultato   |
| ---- | --------- | -------------------------------- | ----------- |
| 2013 | 2NE1      | Most Popular International Group | Candidato/a |

## Cyworld Digital Music Award
| Anno | Ricevente                   | Premio                        | Risultato       |
| ---- | --------------------------- | ----------------------------- | --------------- |
| 2009 | "Lollipop" (con i Big Bang) | Song of the Month (aprile)    | Vincitore/trice |
| 2009 | "Fire"                      | Song of the Month (maggio)    | Vincitore/trice |
| 2009 | "I Don't Care"              | Song of the Month (luglio)    | Vincitore/trice |
| 2009 | 2NE1                        | Rookie of the Month (maggio)  | Vincitore/trice |
| 2009 | 2NE1                        | Bonsang                       | Vincitore/trice |
| 2009 | 2NE1                        | Rookie of the Year (gruppi)   | Vincitore/trice |
| 2009 | 2NE1                        | Artist of the Year            | Vincitore/trice |
| 2009 | 2NE1                        | Top Seller Artist             | Vincitore/trice |
| 2009 | "I Don't Care"              | Song of the Year              | Vincitore/trice |
| 2010 | "Go Away"                   | Song of the Month (settembre) | Vincitore/trice |
| 2011 | "Lonely"                    | Song of the Month (maggio)    | Vincitore/trice |

## Circle Chart Music Award
| Anno | Ricevente        | Premio                          | Risultato       |
| ---- | ---------------- | ------------------------------- | --------------- |
| 2011 | "Lonely"         | Song of the Month (maggio)      | Vincitore/trice |
| 2012 | "I Love You"     | Song of the Month (luglio)      | Vincitore/trice |
| 2013 | 2NE1             | World Hallyu Star Special Award | Vincitore/trice |
| 2014 | "Come Back Home" | Song of the Month (marzo)       | Vincitore/trice |

## Golden Disc Award
| Anno | Ricevente        | Premio                   | Risultato       |
| ---- | ---------------- | ------------------------ | --------------- |
| 2009 | 2NE1             | Popularity Award         | Candidato/a     |
| 2009 | 2NE1             | Rookie Award             | Candidato/a     |
| 2009 | "Fire"           | Digital Bonsang          | Candidato/a     |
| 2010 | 2NE1             | Popularity Award         | Candidato/a     |
| 2010 | To Anyone        | Disk Bonsang             | Candidato/a     |
| 2012 | 2NE1             | Popularity Award         | Candidato/a     |
| 2012 | 2NE1             | Disk Bonsang             | Candidato/a     |
| 2013 | 2NE1             | Popularity Award         | Candidato/a     |
| 2013 | 2NE1             | MSN Southeast Asia Award | Candidato/a     |
| 2013 | 2NE1             | MSN International Award  | Candidato/a     |
| 2013 | "I Love You"     | Digital Bonsang          | Vincitore/trice |
| 2014 | 2NE1             | Popularity Award         | Candidato/a     |
| 2014 | "Missing You"    | Digital Bonsang          | Vincitore/trice |
| 2015 | Crush            | Disk Bonsang             | Candidato/a     |
| 2015 | "Come Back Home" | Digital Bonsang          | Candidato/a     |

## GQ Award
| Anno | Ricevente      | Premio            | Risultato       |
| ---- | -------------- | ----------------- | --------------- |
| 2009 | 2NE1           | This Year's Stage | Vincitore/trice |
| 2009 | "I Don't Care" | This Year's Song  | Vincitore/trice |
| 2009 | 2NE1           | This Year's Album | Vincitore/trice |

## Japan Record Award
| Anno | Ricevente | Premio          | Risultato       |
| ---- | --------- | --------------- | --------------- |
| 2011 | 2NE1      | New Artist      | Vincitore/trice |
| 2011 | 2NE1      | Best New Artist | Candidato/a     |

## Korean Music Award
| Anno | Ricevente       | Premio                        | Risultato       |
| ---- | --------------- | ----------------------------- | --------------- |
| 2009 | 2NE1            | Rookie of the Year            | Candidato/a     |
| 2009 | "I Don't Care"  | Best R&B & Soul Song          | Candidato/a     |
| 2011 | To Anyone       | Best Dance & Electronic Album | Vincitore/trice |
| 2011 | "Can't Nobody"  | Best Dance & Electronic Song  | Candidato/a     |
| 2012 | "I Am the Best" | Best Dance & Electronic Song  | Vincitore/trice |
| 2012 | "I Am the Best" | Song of the Year              | Candidato/a     |

## Korean Popular Culture & Arts Award
| Anno | Ricevente | Premio                 | Risultato       |
| ---- | --------- | ---------------------- | --------------- |
| 2012 | 2NE1      | Prime Minister’s Award | Vincitore/trice |

## Melon Music Award
| Anno | Ricevente        | Premio                      | Risultato       |
| ---- | ---------------- | --------------------------- | --------------- |
| 2009 | 2NE1             | Rookie of the Year          | Vincitore/trice |
| 2009 | 2NE1             | Bonsang Award (Top 10)      | Vincitore/trice |
| 2010 | "Go Away"        | Song of the Month (October) | Vincitore/trice |
| 2010 | 2NE1             | Bonsang Award (Top 10)      | Vincitore/trice |
| 2010 | 2NE1             | Artist of the Year          | Candidato/a     |
| 2010 | 2NE1             | Best Dressed Singer         | Candidato/a     |
| 2010 | To Anyone        | Album of the Year           | Vincitore/trice |
| 2010 | "Can't Nobody"   | Song of the Year            | Candidato/a     |
| 2010 | "Can't Nobody"   | Netizen's Popular Song      | Candidato/a     |
| 2010 | "Go Away"        | Hot Trend Song              | Candidato/a     |
| 2011 | 2NE1             | Bonsang Award (Top 10)      | Vincitore/trice |
| 2011 | 2NE1             | Album of the Year           | Vincitore/trice |
| 2011 | "I Am the Best"  | Popular Netizen Song        | Candidato/a     |
| 2011 | "I Am the Best"  | Song of the Year            | Candidato/a     |
| 2011 | "Lonely"         | Song of the Year            | Candidato/a     |
| 2012 | 2NE1             | Bonsang Award (Top 10)      | Vincitore/trice |
| 2012 | 2NE1             | Artist of the Year          | Candidato/a     |
| 2012 | 2NE1             | Global Artist Award         | Candidato/a     |
| 2012 | "I Love You"     | Song of the Year            | Candidato/a     |
| 2013 | 2NE1             | Global Artist Award         | Candidato/a     |
| 2014 | 2NE1             | Bonsang Award (Top 10)      | Vincitore/trice |
| 2014 | Crush            | Album of the Year           | Candidato/a     |
| 2014 | "Come Back Home" | Best Electronica Song       | Vincitore/trice |
| 2014 | "If I Were You"  | Best R&B Song               | Candidato/a     |

## Mnet 20's Choice Award
| Anno | Ricevente                      | Premio                | Risultato       |
| ---- | ------------------------------ | --------------------- | --------------- |
| 2009 | 2NE1                           | Hot New Star          | Vincitore/trice |
| 2009 | 2NE1                           | Hot Performance       | Candidato/a     |
| 2009 | 2NE1                           | Hot Summer Popularity | Candidato/a     |
| 2009 | "Lollipop"                     | Hot CF Star           | Vincitore/trice |
| 2009 | "Fire"                         | Hot Online Song       | Vincitore/trice |
| 2009 | Sunglasses from "I Don't Care" | Hot Girl Group Style  | Candidato/a     |

## Mnet Asian Music Award
| Anno | Ricevente         | Premio                                | Risultato       |
| ---- | ----------------- | ------------------------------------- | --------------- |
| 2009 | "I Don't Care"    | Best New Female Artist                | Vincitore/trice |
| 2009 | "I Don't Care"    | Best Dance Performance                | Candidato/a     |
| 2009 | "I Don't Care"    | Song of the Year                      | Vincitore/trice |
| 2009 | "Fire"            | Best Music Video                      | Vincitore/trice |
| 2010 | 2NE1              | Best Female Group                     | Vincitore/trice |
| 2010 | 2NE1              | Artist of the Year                    | Vincitore/trice |
| 2010 | To Anyone         | Album of the Year                     | Vincitore/trice |
| 2010 | "Can't Nobody"    | Best Female Dance Performance         | Candidato/a     |
| 2010 | "Can't Nobody"    | Best Music Video                      | Vincitore/trice |
| 2010 | "Can't Nobody"    | Song of the Year                      | Candidato/a     |
| 2011 | "Lonely"          | Best Vocal Performance Group          | Vincitore/trice |
| 2011 | 2NE1              | Best Female Group                     | Candidato/a     |
| 2011 | 2NE1              | Artist of the Year                    | Candidato/a     |
| 2011 | "I Am the Best"   | Best Dance Performance – Female Group | Candidato/a     |
| 2011 | "I Am the Best"   | Song of the Year                      | Vincitore/trice |
| 2011 | 2NE1              | Album of the Year                     | Candidato/a     |
| 2012 | "I Love You"      | Best Female Group                     | Candidato/a     |
| 2012 | "I Love You"      | Best Global Group-Female              | Candidato/a     |
| 2013 | 2NE1              | Artist of the Year                    | Candidato/a     |
| 2013 | "Falling In Love" | Best Female Group                     | Candidato/a     |
| 2014 | "Come Back Home"  | Best Female Group                     | Candidato/a     |
| 2014 | 2NE1              | Artist of the Year                    | Candidato/a     |

## MTV Daum Music Fest
| Anno | Ricevente | Premio             | Risultato       |
| ---- | --------- | ------------------ | --------------- |
| 2011 | 2NE1      | Artist of the Year | Vincitore/trice |

## MTV IGGY
| Anno | Ricevente    | Premio                     | Risultato       |
| ---- | ------------ | -------------------------- | --------------- |
| 2011 | 2NE1         | Best New Band In The World | Vincitore/trice |
| 2013 | 2NE1         | 2013 Song of the Summer    | Vincitore/trice |
| 2014 | Gotta Be You | Song of the Year           | Vincitore/trice |

## MTV Video Music Awards Japan
| Anno | Ricevente       | Premio          | Risultato       |
| ---- | --------------- | --------------- | --------------- |
| 2012 | "I Am the Best" | Best New Artist | Vincitore/trice |

## MYX Music Award
| Anno | Ricevente        | Premio                             | Risultato       |
| ---- | ---------------- | ---------------------------------- | --------------- |
| 2010 | "Fire"           | Favorite International Video Award | Candidato/a     |
| 2011 | "Go Away"        | Favorite K-pop Video Award         | Vincitore/trice |
| 2012 | "Lonely"         | Favorite K-pop Video Award         | Candidato/a     |
| 2013 | "I Love You"     | Favorite K-pop Video Award         | Candidato/a     |
| 2015 | "Come Back Home" | Favorite K-pop Video Award         | Vincitore/trice |

## NATE Award
| Anno | Ricevente | Premio                      | Risultato   |
| ---- | --------- | --------------------------- | ----------- |
| 2014 | 2NE1      | People's Choice Hallyu Star | Candidato/a |

## O Music Award
| Anno | Ricevente | Premio                    | Risultato   |
| ---- | --------- | ------------------------- | ----------- |
| 2012 | 2NE1      | Fan Army FTW (Blackjacks) | Candidato/a |

## SBS Awards Festival
| Anno | Ricevente | Premio            | Risultato       |
| ---- | --------- | ----------------- | --------------- |
| 2014 | 2NE1      | Top 10 Artists    | Vincitore/trice |
| 2014 | 2NE1      | Best Female Group | Vincitore/trice |

## SBS MTV Best of the Best
| Anno | Ricevente        | Premio                  | Risultato       |
| ---- | ---------------- | ----------------------- | --------------- |
| 2011 | 2NE1             | Artist of the Year      | Candidato/a     |
| 2011 | 2NE1             | Best Female Group       | Candidato/a     |
| 2011 | 2NE1             | Best Female Music Video | Vincitore/trice |
| 2013 | 2NE1             | Best Female Group       | Candidato/a     |
| 2014 | 2NE1             | Artist of the Year      | Candidato/a     |
| 2014 | "Come Back Home" | Best Female Music Video | Candidato/a     |

## Seoul Music Award
| Anno | Edizione | Premio               | Risultato       | Fonti  |
| ---- | -------- | -------------------- | --------------- | ------ |
| 2010 | 19ª      | Bonsang (Main Prize) | Candidato/a     | [ 23 ] |
| 2010 | 19ª      | Popularity Award     | Candidato/a     | [ 23 ] |
| 2011 | 20ª      | Popularity Award     | Candidato/a     | [ 24 ] |
| 2013 | 22ª      | Bonsang (Main Prize) | Vincitore/trice | [ 25 ] |

## Singapore E-Award
| Anno | Ricevente | Premio                     | Risultato   |
| ---- | --------- | -------------------------- | ----------- |
| 2012 | 2NE1      | Most Popular Korean Artist | Candidato/a |

## Space Shower Music Video Award
| Anno | Ricevente | Premio                | Risultato   |
| ---- | --------- | --------------------- | ----------- |
| 2012 | 2NE1      | 50 Best Works of 2011 | Candidato/a |

## Style Icon Award
| Anno | Ricevente | Premio             | Risultato       |
| ---- | --------- | ------------------ | --------------- |
| 2009 | 2NE1      | Best Female Singer | Vincitore/trice |
| 2010 | 2NE1      | Best Female Singer | Vincitore/trice |
| 2011 | 2NE1      | Best Female Singer | Candidato/a     |
| 2012 | 2NE1      | World Dominators   | Candidato/a     |

## Teen Choice Award
| Anno | Ricevente | Premio                      | Risultato   |
| ---- | --------- | --------------------------- | ----------- |
| 2015 | 2NE1      | Choice International Artist | Candidato/a |

## World Music Award
| Anno | Ricevente | Premio                | Risultato   |
| ---- | --------- | --------------------- | ----------- |
| 2014 | 2NE1      | World's Best Song     | Candidato/a |
| 2014 | 2NE1      | World's Best Live Act | Candidato/a |
| 2014 | 2NE1      | World's Best Video    | Candidato/a |
| 2014 | 2NE1      | World's Best Group    | Candidato/a |

## Yahoo! Asian Buzz Award
| Anno | Ricevente | Premio                         | Risultato   |
| ---- | --------- | ------------------------------ | ----------- |
| 2009 | 2NE1      | Top Buzz Star: Female Category | Candidato/a |
| 2010 | 2NE1      | Top Buzz Star: Female Category | Candidato/a |

## YinYueTai V-chart Award
| Anno | Ricevente        | Premio                          | Risultato       |
| ---- | ---------------- | ------------------------------- | --------------- |
| 2015 | "Come Back Home" | The Best MV of the Year (Korea) | Vincitore/trice |

## You2Play Award
| Anno | Ricevente | Premio                     | Risultato   |
| ---- | --------- | -------------------------- | ----------- |
| 2014 | 2NE1      | Favorite Asian Artist      | Candidato/a |
| 2014 | 2NE1      | Favorite Asian Music Video | Candidato/a |

## YouTube Music Award
| Anno | Ricevente      | Premio         | Risultato       |
| ---- | -------------- | -------------- | --------------- |
| 2015 | Come Back Home | Honored Artist | Vincitore/trice |